# Machimus frosti
Machimus frosti är en tvåvingeart som först beskrevs av Stanley Willard Bromley 1950.  Machimus frosti ingår i släktet Machimus och familjen rovflugor. Inga underarter finns listade i Catalogue of Life.